# Hierophant
Gli Hierophant sono un gruppo musicale italiano formatosi a Ravenna nel 2010.

## Storia
Formatosi da esponenti di altri gruppi dell'underground thrash/death dell'area emiliana, ma con sede a Ravenna, il gruppo pubblica il suo album di debutto, omonimo, nello stesso anno di formazione per l'etichetta indipendente tedesca Demons Run Amok Entertainment. Comincia presto a esibirsi anche a livello europeo, sino alla firma con la più celebre Bridge 9 Records nel 2013, anno in cui viene pubblicato il secondo album Great Mother: Holy Monster. Il terzo album Peste viene pubblicato, sempre con la Bridge 9, l'anno successivo. L'album viene promosso con un esteso tour europeo, da dicembre 2014 a febbraio 2015. A metà 2015 il cantante Carlo "Karl" Aromando lascia la band, che rimane un quartetto in quanto il chitarrista e membro fondatore Lorenzo "Lollo" Gulminelli decide di incaricarsi anche delle parti vocali. Sempre nel 2015 cambiano etichetta, firmando con la francese Season of Mist, e annunciano il loro primo tour da headliner in Australia per tutto il mese di dicembre. Nel 2016 esce il loro quarto album intitolato Mass Grave, seguito dal quinto lavoro Death Siege nel 2022.

## Stile musicale
Agli inizi della propria carriera il gruppo suona un hardcore punk/sludge metal influenzato dal crust, dal black metal e dal grindcore, per poi spostarsi su sonorità più vicine al death metal e intensificando le sonorità black, avvicinandosi al blackened death metal nelle ultime produzioni. Il quinto album Death Siege è stato descritto come un mix di questi generi, con tracce tipicamente black alternate ad altre più vicine al death. Le loro canzoni sono caratterizzate da «percussioni caotiche, vocalizzi pungenti e densi, e chitarre stridenti». I componenti del gruppo includono come loro influenza principale i Morbid Angel.

## Formazione

### Formazione attuale
- Lorenzo "Lollo" Gulminelli – voce, chitarra ritmica (2010-presente)
- Fabio Carretti – chitarra solista, voce secondaria (2017-presente)
- Gianmaria Mustillo – basso (2017-presente)
- Ben Tellarini – batteria (2010-presente)

### Ex componenti
- Giacomo Rapposelli – basso, voce secondaria (2010-2016)
- Matt – basso (2010)
- Carlo "Karl" Aromando – voce (2009-2015)
- Steve Scanu – chitarra solista, sintetizzatore (2011-2017)

## Discografia

### Album in studio
- 2010 – Hierophant
- 2013 – Great Mother: Holy Monster
- 2014 – Peste
- 2016 – Mass Grave
- 2022 – Death Siege

### EP
- 2013 – Son of the Carcinoma
- 2018 – Spawned Abortions

### Singoli
- 2014 – Inganno